# Dual d'un polyèdre
Pour les articles homonymes, voir Dualité (mathématiques) et Dualité.
En géométrie, il existe plusieurs façons (géométrique, combinatoire) de mettre les polyèdres en dualité : on peut se passer de support géométrique et définir une notion de dualité en termes purement combinatoires, qui s'étend d'ailleurs aux polyèdres et polytopes abstraits. Dans chaque cas, à tout polyèdre est associé un polyèdre appelé dual du premier, tel que :
- le dual du polyèdre dual est le polyèdre initial,
- les faces de l'un sont en correspondance avec les sommets de l'autre, en respectant les propriétés d'adjacence.

L'exemple le plus simple de dualité s'obtient pour les polyèdres réguliers convexes en reliant les centres des faces adjacentes (voir § Dualité des solides de Platon).
On peut aussi utiliser la construction dite de Dorman Luke indiquée plus loin.
Plus généralement, on définit une dualité en considérant l'opération de conjugaison par rapport à la sphère circonscrite.
Un polyèdre est dit autodual s'il est son propre dual.

## Quelques propriétés
- Le dual d'un polyèdre convexe est aussi un polyèdre convexe[1].

Le dual d'un polyèdre non-convexe est aussi un polyèdre non-convexe. (contraposée)
- Un polyèdre et son dual ont les mêmes symétries éventuelles (par rapport à un plan, une droite, un point)[1].

## Duaux de polyèdres «classiques»

### Dualité des solides de Platon

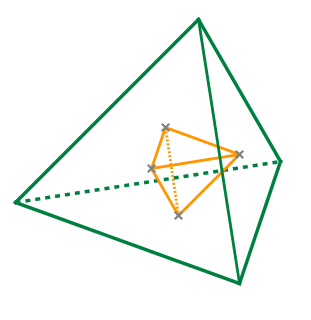
Le tétraèdre est son propre dual.

| dual du cube                           | dual de l'octaèdre                        |
| Le dual du cube est l'octaèdre.        | Le dual de l'octaèdre est le cube.        |
| dual du dodécaèdre                     | dual de l'icosaèdre                       |
| Le dual du dodécaèdre est l'icosaèdre. | Le dual de l'icosaèdre est le dodécaèdre. |

| solide régulier convexe |  | dual régulier convexe |  |
| ----------------------- |  | --------------------- |  |
| tétraèdre               |  | tétraèdre             |  |
| cube                    |  | octaèdre              |  |
| octaèdre                |  | cube                  |  |
| icosaèdre               |  | dodécaèdre régulier   |  |
| dodécaèdre régulier     |  | icosaèdre             |  |

### Dualité des solides de Kepler-Poinsot
Le petit dodécaèdre étoilé est le dual du grand dodécaèdre, et le grand dodécaèdre étoilé est le dual du grand icosaèdre.
(Voir l'article Solide de Kepler-Poinsot.)

| solide régulier non-convexe |  | dual régulier non-convexe |  |
| --------------------------- |  | ------------------------- |  |
| petit dodécaèdre étoilé     |  | grand dodécaèdre          |  |
| grand dodécaèdre étoilé     |  | grand icosaèdre           |  |

### Duaux des solides archimédiens, des prismes, et des antiprismes
Les duaux des solides d'Archimède sont les solides de Catalan.
| solide uniforme convexe    |  | dual isoédral convexe      |  |
| -------------------------- |  | -------------------------- |  |
| tétraèdre tronqué          |  | triakitétraèdre            |  |
| cube tronqué               |  | triakioctaèdre             |  |
| octaèdre tronqué           |  | tétrakihexaèdre            |  |
| cuboctaèdre                |  | dodécaèdre rhombique       |  |
| petit rhombicuboctaèdre    |  | icositétraèdre trapézoïdal |  |
| grand rhombicuboctaèdre    |  | hexakioctaèdre             |  |
| cube adouci                |  | icositétraèdre pentagonal  |  |
| dodécaèdre tronqué         |  | triaki-icosaèdre           |  |
| icosaèdre tronqué          |  | pentakidodécaèdre          |  |
| icosidodécaèdre            |  | triacontaèdre rhombique    |  |
| petit rhombicosidodécaèdre |  | hexacontaèdre trapézoïdal  |  |
| grand rhombicosidodécaèdre |  | hexaki icosaèdre           |  |
| dodécaèdre adouci          |  | hexacontaèdre pentagonal   |  |

Les duaux des prismes sont les diamants (ou bipyramides).
Les duaux des antiprismes sont les antidiamants (ou trapézoèdres).

### Duaux de polyèdres géodésiques
| solide convexe non uniforme, mais tous ses sommets sont du même ordre (3) | solide convexe non uniforme, mais tous ses sommets sont du même ordre (3) | dual convexe non isoédral, mais toutes ses faces sont du même ordre (3) | dual convexe non isoédral, mais toutes ses faces sont du même ordre (3) |
| géode en nid d'abeille                                                    |                                                                           | géode par triangulation                                                 |                                                                         |

## Construction de Dorman Luke
Pour un polyèdre uniforme, les faces du polyèdre dual peuvent être trouvées à partir des figures de sommets du polyèdre d'origine en utilisant la construction dite de Dorman Luke.
À titre d'exemple, l'illustration ci-dessous montre une figure de sommet (rouge) du cuboctaèdre utilisée pour obtenir une face (bleue) du dodécaèdre rhombique.
Détails de la construction de Dorman Luke :
- dessiner la figure de sommet obtenue en marquant les milieux A, B, C, D de chaque arête issue du sommet considéré ;
- tracer le cercle circonscrit au polygone ABCD ;
- tracer les tangentes au cercle circonscrit en chaque sommet A, B, C, D ;
- marquer les points E, F, G, H où chaque tangente rencontre une tangente adjacente ;
- le polygone EFGHest une face du polyèdre dual.
Dans cet exemple, le cercle circonscrit à la figure de sommet se trouve sur l'intersphère du cuboctaèdre, qui devient également l'intersphère du dodécaèdre rhombique dual.
La construction de Dorman Luke ne peut être utilisée que lorsqu'un polyèdre a une telle intersphère et que la figure de sommet est circulaire. En particulier, elle peut être appliquée aux polyèdres uniformes.